# Lupinus melaphyllus
Lupinus melaphyllus är en ärtväxtart som beskrevs av Charles Piper Smith. Lupinus melaphyllus ingår i släktet lupiner, och familjen ärtväxter. Inga underarter finns listade i Catalogue of Life.